# Joseph Marie Dessaix
Joseph Marie Dessaix (Thonon-les-Bains, 24 settembre 1764 – Thonon-les-Bains, 26 ottobre 1834) è stato un generale francese, che servì durante le Guerre napoleoniche.

## Biografia
Nato a Thonon-les-Bains in Savoia, studiò medicina e si laureò a Torino, passando successivamente a Parigi dove, nel 1789, aderì alla Guardia nazionale. Nel 1791 tentò senza successo di avviare una rivolta filo-rivoluzionaria francese in Savoia, ma dovette fuggire e nel 1792 si dedicò all'organizzazione della Légion des Allobroges, mentre l'anno successivo combatté nell'Assedio di Tolone con l'Armata dei Pirenei Orientali e con l'Armata d'Italia. Venne fatto prigioniero durante la Battaglia di Rivoli, ma fu poi oggetto di scambio.
Nella primavera del 1798 Dessaix venne eletto membro del Consiglio dei Cinquecento. Fu uno dei pochi ad opporsi al colpo di stato di Napoleone del 18 brumaio (9 novembre 1799). Nel 1803 venne promosso al rango di generale di brigata e commendatore dell'Ordine della Legion d'Onore. Si distinse grandemente nella Battaglia di Wagram (1809), venendo poi promosso generale di divisione e nominato Grand'Ufficiale dell'Ordine della Legion d'Onore, e nel 1810 venne creato conte. Prese parte all'Invasione napoleonica della Russia dove venne ferito due volte. Per diversi mesi fu comandante a Berlino e poi venne inviato nel dipartimento del Mont Blanc. Dopo la Restaurazione, venne nominato comandante sotto i Borboni.
Si unì nuovamente a Napoleone durante i Cento Giorni e venne nominato comandante della 23ª divisione nel corpo d'armata del maresciallo Louis Gabriel Suchet sulla frontiera savoiarda. La sua divisione includeva due battaglioni del 42° e del 53° di fanteria di linea al comando del generale di brigata Jean Revest e tre battaglioni del 67º fanteria del generale di brigata Jean Montfalcon.
Nel 1816 venne imprigionato per cinque mesi. Liberato trascorse il resto della sua vita in ritiro. Il suo arco è inciso nell'Arco di Trionfo.